# Odete Semedo
Maria Odete da Costa Semedo (* 7. November 1959 in Bissau) ist eine Autorin und Literaturwissenschaftlerin aus Guinea-Bissau. Sie schreibt sowohl auf Portugiesisch, als auch in der inoffiziellen Umgangssprache Kreol.
Semedo studierte Sprachen und moderne Literatur an der Universidade Nova de Lisboa. Sie ist Mitbegründerin der Zeitschrift Tcholona: Revista de Letras, Artes e Cultura und hat zwei Lyrik Bände publiziert, Entre o Ser e o Amar und No Fundo do Canto. Sie arbeitet in Bissau als Forscherin im Bildungsbereich am Instituto Nacional de Estudos e Pesquisa.
Semedo bekleidete ebenfalls zahlreiche politische Ämter. Sie fungierte als Präsidentin der nationalen UNESCO-Kommission und Regierungsministerin von Guinea-Bissau. Ebenfalls war sie Rektorin der Amílcar Cabral Universität.

## Publikationen
- Entre o Ser e o Amar, Edição INEP, Guinea-Bissau 1996 (Kreol)
- Histórias e passadas que ouvi contar, Edição INEP, Guinea-Bissau 2003 (Portugiesisch)
- No Fundo Do Canto Nandyala, Belo Horizonte 2007 (Portugiesisch)
- Guiné-Bissau - Historia, Culturas, Sociedade e Literatura, Nandyala, Belo Horizonte 2011 (Portugiesisch)
- Literaturas da Guiné-Bissau - Cantando os escritos da história, Afrontamento, Porto 2011 (Portugiesisch)